# Pinus fenzeliana
Pinus fenzeliana Hand.-Mazz. – gatunek drzewa z rodziny sosnowatych (Pinaceae). Sosna ta występuje w Wietnamie i południowych Chinach (południowo-zachodnie Anhui, Kuangsi, centrum i północ Kuejczou, Hajnan, południowo-wschodni Henan, wschodni Hubei, południowo-wschodni Syczuan).

## Morfologia
PokrójDrzewo iglaste, korona szerokostożkowata, luźna, z gałęziami rosnącymi poziomo. U okazów wolno rosnących gałęzie dłuższe.
PieńPień prosty, kora ciemnobrązowa lub szaro-brązowa. Dorasta do 50 m wysokości, średnica pnia do 1 m.
LiścieWiotkie i cienkie igły, o długości 5–18 cm średnicy 0,5–0,7 cm, zabrane po 5 na krótkopędach.
SzyszkiSzyszki żeńskie pojedyncze lub w grupach po 2–4 u podstawy pędów, osadzone na 1–2 cm szypułkach. Młode zielone, dojrzałe żółto-brązowe, o rozmiarach 6–14 na 3–6 cm. Nasiona brązowe lub jasnobrązowe, o długości 8–15 mm, skrzydełko długości 2–4(–7) mm.
Gatunki podobneSosna Armanda (Pinus armandii), ale jej nasiona mają grubszą, twardą łupinę nasienną, nie mają skrzydełek.

## Biologia i ekologia
Jedna wiązka przewodząca w liściu, trzy kanały żywiczne. Łupina nasienna cienka.
Gatunek jednopienny. Pylenie w kwietniu, nasiona dojrzewają w październiku-listopadzie następnego roku.
Występuje w górach, na wysokościach 900–1600 m n.p.m. Często tworzy jednogatunkowe populacje na stromych i niedostępnych zboczach.

## Systematyka i zmienność
Pozycja gatunku w obrębie rodzaju Pinus:
- podrodzaj Strobus
  - sekcja Quinquefoliae
    - podsekcja Strobus
      - gatunek P. fenzeliana

Wyróżniane są dwie odmiany:
- P. fenzeliana var. fenzeliana (syn. P. parviflora Sieb. & Zucc. var. fenzeliana (Hand.-Mazz.) C.L. Wu 1956) – odmiana typowa, igły długości 10–18 cm, szyszki długości 6–9 cm, nasiona brązowe ze skrzydełkiem długości 2-4(-7) mm. Występuje na wysokościach 1000–1600 m n.p.m. w Wietnamie i Chinach: Kuangsi, centrum i północ Kuejczou, Hajnan, południowy wschód Syczuan[5].
- P. fenzeliana var. dabeshanensis (W. C. Cheng & Y. W. Law) L. K. Fu & Nan Li (syn. P. dabeshanensis Cheng & La 1975, P. armandii Franchet var. dabeshanensis Silba 1990) – igły długości 5–14 cm, szyszki długości ok. 14 cm, nasiona jasnobrązowe z bardzo krótkim skrzydełkiem (mniej niż 2 mm). Występuje na wysokościach 900–1400 m n.p.m. w Chinach: południowy wschód Anhui, południowy wschód Henan, wschód Hubei[5].

Obydwie odmiany mają cienką, łatwo pękającą łupinę nasienną i ich zasięg ograniczony jest od północy przez rzekę Jangcy, podczas gdy sosna Armanda, do której zaliczana bywa odmiana var. dabeshanensis, występuje w całych Chinach. Szczegóły morfologiczne i zasięg występowania wskazują zatem na bliższy związek tej odmiany z P. fenzeliana niż z P. armandii.
Niektórzy autorzy włączają do P. fenzeliana także sosnę P. kwangtungensis Chun et Tsiang, traktując wówczas jej nazwę jako synonim P. fenzeliana. W próbie rewizji gatunków azjatyckich sosen z podsekcji Strobus, Businský zaproponował nowe ujęcie taksonów, w tym gatunek Pinus orthophylla Businský, jako występujący na wyspie Hajnan, skąd pierwotnie zbierane materiały opisywano jako P. kwangtungensis czy P. leiophylla.

## Zagrożenia
Międzynarodowa organizacja IUCN umieściła ten gatunek w Czerwonej księdze gatunków zagrożonych, przyznając mu kategorię zagrożenia NT (near threatened), uznając go za gatunek o podwyższonym ryzyku wyginięcia. Po ponownej ocenie w 2011 r. klasyfikację tę utrzymano i opublikowano w roku 2013. IUCN włącza do tego taksonu także Pinus kwangtungensis.

## Zastosowanie
Drewno wykorzystywane jest do konstrukcji drewnianych i wyrobu terpentyny.